# Christian Gebauer
Christian Gebauer (20 dicembre 1993) è un calciatore austriaco, centrocampista dell'Altach.